# Рудобельская партизанская республика
Рудобе́льская партиза́нская респу́блика (РПР), Рудобельская Советская республика (бел.  — Рудабе́льская рэспу́бліка) — территория Рудобельской волости Бобруйского уезда, на которой сохранялась Советская власть во время германской (1918 г.) и польской (1919—1920 годов) оккупации.
На территории РПР создавались партизанские отряды, велась агитационная работа. Этим руководил подрайонный комитет РКП(б). Республика занимала волости Бобруйского, Мозырского и Речицкого уездов. Однако Рудобельская республика не была независимым государством.

## Создание
В декабре 1917 г. (по другим данным 22 ноября, 22 ноября (5 декабря) 1917) в Рудобельской волости была установлена Советская власть и создан волостной ревком. Во время мятежа 1-го Польского корпуса ревком был реорганизован в штаб формирования Красной Гвардии.

## Период германской оккупации (февраль — ноябрь 1918 года)
18 февраля Германская империя и её союзники начали наступление по всему фронту и к началу марта были остановлены революционными отрядами на линии Орша-Могилёв-Гомель. Более 2/3 территории Беларуси оказались под германской оккупацией, в том числе и Бобруйский уезд Минской губернии.
В связи с этими событиями Рудобельский волостной ревком был преобразован в подрайонный комитет РКП(б). В него входили: А. Р. Соловей (председатель), Л. Е. Одинцов, М. А. Левков, М. Ф. Ус, Н. Я. Звонкович.
Позже в состав Рудобельской партизанской «республики» входили волости Бобруйского, Мозырского и Речицкого уездов. На территории республики было создано несколько партизанских отрядов(первый насчитывал 400 человек), которые обороняли территорию от оккупантов. Также велась агитационная работа среди крестьян и германских солдат. После капитуляции Германии в Первой мировой войне партизанские отряды под командованием А. Соловья вошли в Бобруйск и не дали оккупантам вывезти награбленное у населения имущество. 28 ноября Красная Армия освободила от германских войск Бобруйск и Бобруйский уезд и восстановила там Советскую власть.

## Период польской оккупации (август 1919-июль 1920 годов)
В конце февраля 1919 польские войска начали наступление в Беларусь. 21 апреля 1919 года был занят Вильно, а 8 августа — Минск. Двигаясь на восток польские войска вышли к реке Березина. После атаки польской пехоты в сопровождении танков 28 августа был взят город Бобруйск и крепость. Таким образом Рудобельская волость вновь оказалась под оккупацией, но теперь под польской.
Под польской оккупацией на территории РПР действовало несколько партизанских отрядов под командованием М. Левкова и П. Д. Малаковича. Партизаны под руководством Ц. К. Володковича и А. К. Полонейчик совершали налёты на ж/д станции, обозы, разрушали мосты. Всё это наносило ущерб польским войскам и польское руководство приняло решение ликвидировать партизанские отряды.
В январе 1920 года польское командование направило в РПР карательный отряд, который 16 января сжёг Рудобелку и близлежащие деревни. В боях погибло несколько десятков партизан, в том числе член подрайонного комитета РКП(б) — М. Ф. Ус. Несмотря на карательную экспедицию, партизанское движение подавить не удалось.

## Восстановление Советской власти
4 июля 1920 года началось Июльское наступление войск Западного фронта. 16-я Армия в ночь на 7 июля перешла в наступление на минском направлении и форсировала Березину. 10 июля 1920 советские войска освободили Бобруйск.
Вскоре, также в июле, Красная Армия вступила на территорию Рудобельской партизанской республики. На торжественном собрании по причине освобождения жители сожжённой Рудобелки переименовали свою волость в Октябрьскую.

## Отображение в искусстве
- Грахоўскі С. Рудабельская рэспубліка: Дакументальная аповесць/ Сяргей Грахоўскі. — Мінск: Беларусь, 1968. — 324 с. (бел. ).
- Граховский С. И. Рудобельская республика. Документальная повесть (о А. Р. Соловье). Авторизованный перевод с белорусского В. Севрука. Иллюстрации: М. И. Эльцуфен. М., «Совписатель», 1969. 360 с. с илл. — 17 см. 30 000 экз.
- Спектакль «Рудобельская республика».
- Кинофильм «Рудобельская республика» (1971), Беларусьфильм.